# 中嶌貴裕
中嶌 貴裕（なかじま たかひろ、1993年1月18日 - ）は、多摩美術大学情報デザイン学科メディア芸術コース在学生である。愛称は”なかじ”である。トラックメイカーでもある。
アメリカ合衆国テキサス州出身。身長164cm、体重55kg。

## 経歴
- 大学一年の時に、校内にあるサークル”テクノ研究会”に所属。Teddy名義でDJ活動を始める。また同時期にTeddyBear名義で楽曲制作を始める。
- 2013年、在学2年時に、ネットレーベルから"Euphoria"をリリース。

## ディスコグラフィー
EP/シングル/コンピレーション
- 「Euphoria」 (2013), セラミックレコーズ